# West Wood (Utah)
West Wood è un census-designated place (CDP) degli Stati Uniti d'America, situato nello Stato dello Utah, nella contea di Carbon. Secondo il censimento del 2020 gli abitanti di West Wood ammontavano a 1 066.